# Ramzi Boukhiam
Ramzi Boukhiam (arabisch رمزي بوخيام, DMG Ramzī Būḫiyām; * 14. September 1993 in Agadir) ist ein marokkanischer Surfer.

## Biografie
Ramzi Boukhiam wurde als Sohn eines marokkanischen Vaters und einer niederländischen Mutter geboren und lernte in seiner Kindheit das Surfen an den Stränden nördlich von Agadir. Nach dem Tod seines Vaters zog er als Jugendlicher mit seiner Mutter und seinem jüngeren Bruder in die französische Gemeinde Saint-Jean-de-Luz. Durch seinen Umzug befand er sich in der Nähe des Epizentrums des europäischen Surfens. 2012 wurde Boukhiam Junioreneuropameister und wurde im folgenden Jahr bei den Junioren-Weltmeisterschaften Zweiter hinter Gabriel Medina. Durch seine guten Leistungen bei den ISA World Surfing Games 2019 qualifizierte er sich für die im Sommer 2021 ausgetragenen Olympischen Spiele in Tokio. Dort war er bei der Eröffnungsfeier zusammen mit der Boxerin Oumaïma Belahbib Fahnenträger seines Landes und belegte im Shortboard den 9. Platz. Seit 2022 wurde er der erste marokkanische Surfer in der World Surf League.